# 27-я отдельная бригада подводных лодок
27-я отдельная бригада подводных лодок (сокращённо: 27-я БПЛ) — соединение подводных сил Черноморского флота.

## История соединения
Бригада была сформирована 6 апреля 1956 года, базировалась на Балаклаву, в ноябре 1970 года перебазирована в Феодосию. В состав бригады входили подводные лодки М-260, М-262, М-295, М-297, М-298, М-300; находившиеся в консервации подводные лодки проекта А615: М-261, М-296, М-269, М-353; 436-й и 437-й экипажи консервации, учебная ПЛ М-351, плавбаза «Эльбрус», МБСС-135150, МБСС-155150.
В 1967 году бригада вошла в состав 14-й дивизии ПЛ. С 1990 года — отдельная бригада с включением в декабре 1990 года в её состав 475-го дивизиона ПЛ. В 1994 году в состав бригады включена 458-я береговая база и подводный лодки из 153-й бригады. С декабря 1994 года ПЛ бригады была передислоцированы в Южную бухту Севастополя. В январе 2002 года переформирована в 247-й отдельный дивизион подводных лодок.

## Командный состав

### Командиры
- капитан 2-го ранга Куприянов Владимир Максимович (04.1956 — 11.1957;
- капитан 1-го ранга Губанов Иван Григорьевич (ноябрь 1957 — сентябрь 1961);
- капитан 1-го ранга Ильченко Юрий Анатольевич (09.1961 — 1964);
- капитан 1-го ранга Вешторт Борис Адольфович (1964—1967);
- капитан 1-го ранга Герасимов Владимир Иванович (1967—1970);
- капитан 1-го ранга Панкратов Юрий Владимирович (1970—1975);
- капитан 1-го ранга Рябинин Игорь Иванович (1975—1976);
- капитан 1-го ранга Царёв Борис Михайлович (1976—1977);
- капитан 1-го ранга Сиваш Леонид Иванович (1977—1980);
- капитан 1-го ранга Казак Евгений Петрович (1980—1984).

### Начальники штаба
- Уримагов Владимир Константинович (апрель 1956—1957);
- Ильченко Юрий Анатольевич (1957 — сентябрь 1961);
- капитан 1 ранга Герасимов Владимир Иванович (1962 — 1967);
- Скипидарников Леонид Иванович (? — 1970);
- Татаринов Леонид Сергеевич (? — ?);
- Кравченко Виктор Андреевич (июль 1978-1983);
- Жучков Владимир Прокофьевич (1983-июнь 1986).